# ジェイエス
株式会社ジェイエスは、日本の競馬関係企業である。本社は北海道日高郡新ひだか町に所在。

## 概要
当初は株式会社ジャパン・スタリオン・ノミネーションカンパニーとして設立され、競走馬の繁殖馬セールによる売買取引や、種牡馬のシンジケート事務管理を事業の中心としている。競走馬牧場のアロースタッドを運営している子会社や、クラブ法人であるヒダカ・ブリーダーズ・ユニオンおよび運営会社ユニオンオーナーズクラブの親会社でもある。
他にも種牡馬の情報雑誌『フューチュリティ』の出版や、ウインズ静内（2013年5月26日をもって発売業務終了）の施設所有・運営なども行なっている。